# Classe Almirante Pereira da Silva
La classe Almirante Pereira da Silva fu una classe di fregate della Marinha Portuguesa, composta da tre unità entrate in servizio tra il 1966 e il 1968.
Costruite nei cantieri nazionali con i fondi del Mutual Defense Assistance Program, erano unità dedicate alla lotta antisommergibile basate sul progetto dei precedenti cacciatorpediniere classe Dealey statunitensi. La funzione principale delle unità era la protezione delle rotte navali e delle coste dei possedimenti d'oltremare del Portogallo, ma la crisi economica in cui il paese cadde negli anni 1970 dopo la fine del suo impero coloniale impedì che le unità venissero modernizzate o anche solo mantenute in efficienza. Tutte le unità della classe furono poi radiate dal servizio nel 1989 e avviate alla demolizione.

## Il progetto

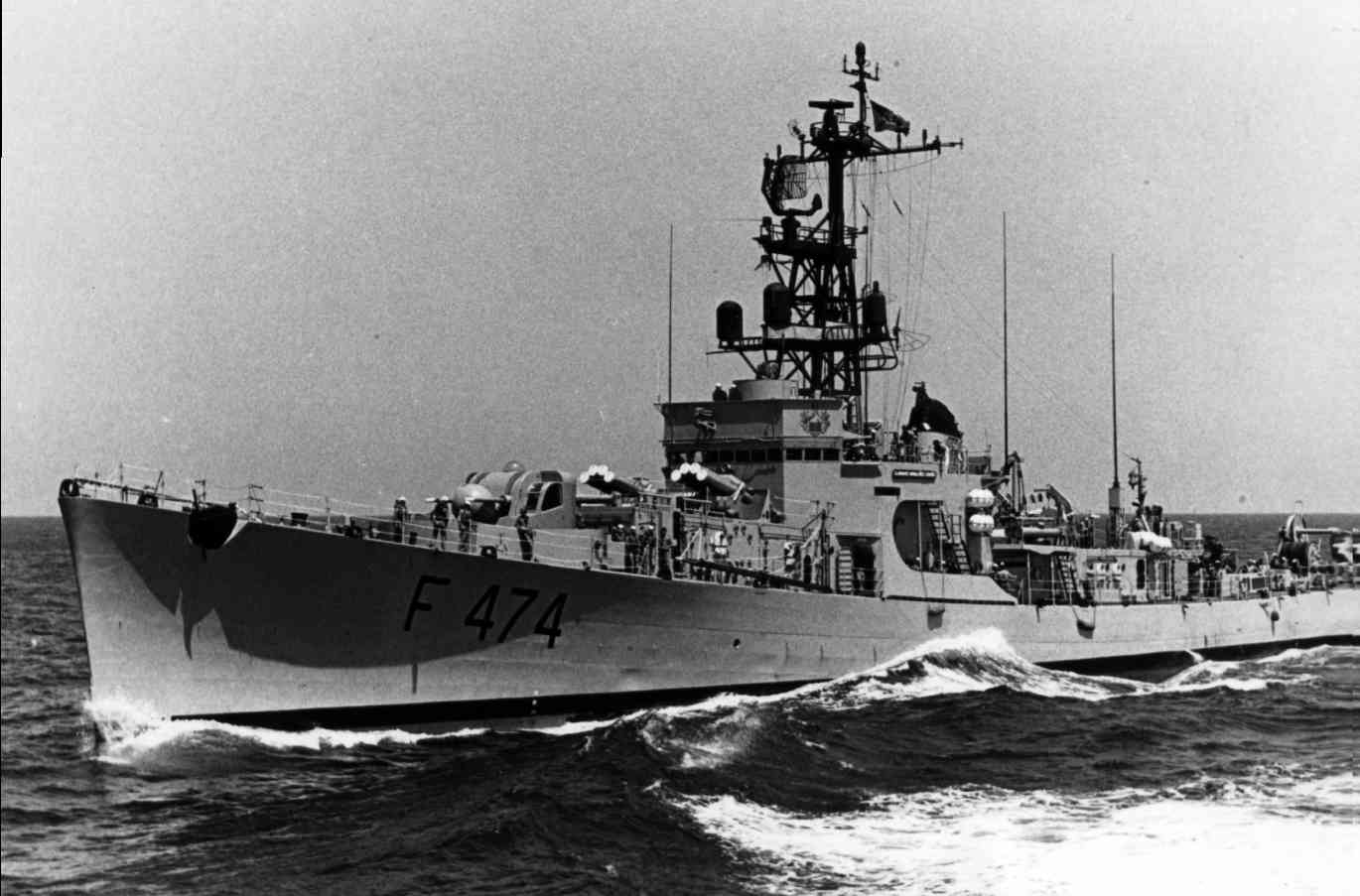
La Almirante Magalhães Correia in navigazione

Negli anni 1960 il Portogallo conservava ancora il controllo di un vasto impero coloniale, e la maggior parte della marina portoghese aveva come missione principale il pattugliamento delle acque dei possedimenti d'oltremare; proprio in quel decennio, tuttavia, il più ampio movimento della decolonizzazione favorì lo scoppio di una serie di conflitti indipendentisti nelle colonie appoggiati dalle nazioni vicine, e il governo di Lisbona decise di espandere i ranghi della Marina per far fronte a queste nuova minaccia. Tre nuove unità da guerra furono quindi ordinate ai cantieri navali portoghesi, usando come base il progetto dei nuovi cacciatorpediniere di scorta della classe Dealey da poco entrati in servizio con la United States Navy ma con modifiche per adattarlo ai climi tropicali tipici delle colonie lusitane; la costruzione delle unità venne finanziata dagli stessi Stati Uniti d'America in base ai termini del Mutual Defense Assistance Program.
Tutte e tre le unità furono costruite in Portogallo, entrando in servizio tra il 1966 e il 1968. Poco dopo la loro immissione in servizio, nei primi anni 1970 l'impero coloniale portoghese si dissolse e l'economia nazionale subì una lunga fase di sofferenza; questo impedì alle Almirante Pereira da Silva di ricevere le riparazioni pianificate, con conseguente aumento dei problemi di manutenzione nel corso della loro carriera. Inizialmente il governo portoghese pianificò di sostituire le tre unità della classe tramite l'acquisto di due fregate classe Kortenaer di costruzione olandese, ma in seguito le Almirante Pereira da Silva furono radiate nel 1989 e rimpiazzate dalle tre fregate classe Vasco da Gama costruite in Portogallo su progetto tedesco.

## Caratteristiche
Classificate come fregate dalla Marina portoghese, le nuove unità presentavano uno scafo con una lunghezza fuori tutto di 95,9 metri, una larghezza massima di 11,18 metri e un pescaggio massimo di 5,33 metri; il dislocamento standard delle unità era di 1450 tonnellate, e saliva a 1914 tonnellate con le unità a pieno carico. L'equipaggio ammontava a 166 uomini, di cui 16 ufficiali e il resto sottufficiali e marinai.
Le fregate erano propulse da una singola turbina a vapore De Laval, azionante un singolo albero motore e capace di una potenza di 20 000 shp (15 000 kW); il sistema era alimentato da due caldaie Foster-Wheeler capaci di generare vapore a una pressione di 2100 kilopascal e a una temperatura di 454° C. Il sistema propulsivo garantiva alle unità una velocità massima di 27 nodi (50 km/h); con il massimo carico di 400 tonnellate di olio combustibile, le unità avevano un'autonomia di 3220 miglia alla velocità di crociera di 15 nodi (5963 km a 27,78 km/h).
La funzione primaria delle unità era la lotta antisommergibile. Le fregate portavano come armamento di artiglieria quattro cannoni da 76 mm a impiego duale antinave e antiaereo, installati in due torrette binate poste una a prua e una a poppa. Subito dietro alla torre d'artiglieria di prua le fregate montavano due lanciarazzi Bofors 375 mm per il lancio di ordigni anti-sommergibili; sempre con funzioni anti-sommergibili erano poi installati due impianti tripli di tubi lanciasiluri Mk 32 per il lancio di ordigni tipo Mk 44, e due lanciatori per bombe di profondità.
Le unità della classe erano equipaggiate con un sistema di puntamento Mk 36, oltre a portare un radar di ricerca MLA-1B, un radar tattico Type 978 e un radar di controllo del fuoco SPG-34. Le unità della classe avevano impianti sonar differenti al fine di ridurre le interferenze nelle frequenze: la Almirante Pereira da Silva portava un sonar SQS-30, mentre la Almirante Gago Coutinho e la Almirante Magalhães Correia avevano un sonar SQS-31. Tutte e tre le unità portavano poi un impianto sonar a profondità variabile SQA-10A e un sonar DUBA-38.

## Unità
| Nome                                   | Costruttore                           | Impostazione    | Varo            | Entrata in servizio | Destino finale                              |
| -------------------------------------- | ------------------------------------- | --------------- | --------------- | ------------------- | ------------------------------------------- |
| NRP Almirante Pereira da Silva (F472)  | Lisnave                               | 14 giugno 1962  | 2 dicembre 1963 | 20 dicembre 1966    | Radiata nel 1989 e avviata alla demolizione |
| NRP Almirante Gago Coutinho (F473)     | Lisnave                               | 2 dicembre 1963 | 13 agosto 1965  | 29 novembre 1967    | Radiata nel 1989 e avviata alla demolizione |
| NRP Almirante Magalhães Correia (F474) | Estaleiros Navais de Viana do Castelo | 30 agosto 1963  | 26 aprile 1965  | 4 novembre 1968     | Radiata nel 1989 e avviata alla demolizione |